# カイル・ドレイベック
カイル・ジョーダン・ドレイベック（英: Kyle Jordan Drabek、1987年12月8日 - ）は、アメリカ合衆国・テキサス州ビクトリア郡ビクトリア出身の元プロ野球選手（投手）。右投右打。
父親は、元メジャーリーガーで1990年にサイ・ヤング賞を受賞したダグ・ドレイベック。サイ・ヤング賞投手の息子がメジャーリーグでプレーしたのはバンス・ローに続き2人目だが、息子が投手としてプレーしたのは初めて（バンス・ローも登板経験はあるが本職は内野手）。

## 経歴

### プロ入り前
テキサス州のザ・ウッドランズ高等学校時代はポール・ゴールドシュミットやブレット・アイブナーとチームメイトで、投手と遊撃手を兼任し、アメリカンフットボールのワイドレシーバーとしても活躍していた。全米屈指の高校生右腕としてMLBのスカウトから注目を集める一方で、公衆酩酊罪で逮捕されたり、バイク事故を起こすなど素行の悪さが問題視されていた。

### プロ入りとフィリーズ傘下時代
2006年のMLBドラフト1巡目（全体18位）でフィラデルフィア・フィリーズから指名を受け、155万ドルの契約金で入団。
2007年に右肘を痛めてトミー・ジョン手術を受けた。
2008年の後半戦に復帰した。
2009年はA+級クリアウォーター・スレッシャーズでスタートし、シーズン途中にAA級レディング・フィリーズへ昇格した。7月にはセントルイスで行われたオールスター・フューチャーズゲームにも米国選抜として出場した。

### ブルージェイズ時代
2009年オフ、ロイ・ハラデイとの交換要員の目玉として、トラビス・ダーノー、マイケル・テイラーと共にトロント・ブルージェイズへ移籍。
2010年はAA級ニューハンプシャー・フィッシャーキャッツで14勝9敗・防御率2.94という成績を残し、リーグの最優秀投手に選ばれた。7月4日にはノーヒットノーランを達成している。ブルージェイズは打者天国として知られるAAA級ラスベガス・フィフティワンズを投手育成の場として相応しくないと考えており、ドレイベックはAAA級を飛び級する形で9月15日のボルチモア・オリオールズ戦でメジャーデビューを果たした。
2011年はオープン戦で好成績を残し、エースのリッキー・ロメロに次ぐ先発2番手として開幕を迎えた。4月2日のミネソタ・ツインズ戦で7回を1失点に抑え、メジャー初勝利を挙げて幸先の良いスタートを切った。。しかし、その後は制球に苦しんで四球を連発するようになり、6月にAAA級ラスベガスへ降格した。降格後も制球難は解消されず、防御率7点台と打ち込まれ、当初の期待を大きく裏切るシーズンになってしまった。
2012年も序盤は好調だったが、次第に四球が多くなり前年と同じような経過を辿った。6月15日に右肘を痛めて故障者リスト入りし、自身2度目となるトミー・ジョン手術を受けた。
2013年、3試合に登板して防御率7.71という成績を記録。メジャー1年目の2010年以来、3年ぶりに未勝利に終わった。
2014年、メジャーデビュー以来自己最少となる2試合の登板に終わる。失点はなかったが、2年連続で未勝利だった。

### ホワイトソックス時代
2015年3月27日にウェイバー公示を経てシカゴ・ホワイトソックスへ移籍した。3試合に登板して防御率5.06で、4月20日にDFAとなり、22日に40人枠を外れる形で傘下のAAA級シャーロット・ナイツへ配属された。オフの11月6日にFAとなった。

### ダイヤモンドバックス時代
2015年11月18日にアリゾナ・ダイヤモンドバックスとマイナー契約を結んだ。
2016年4月5日にメジャー契約を結んでアクティブ・ロースター入りしたが、8日にDFAとなった後、11日に40人枠を外れる形で傘下のAAA級リノ・エーシズへ配属された。7月4日に自由契約となった。

### ダイヤモンドバックス退団後
2016年7月17日にサンフランシスコ・ジャイアンツとマイナー契約を結んだ。同時に球団はドレイベックを野手（遊撃手）として起用することも示唆した。オフの11月7日にFAとなった。
2017年3月21日に独立リーグ・アトランティックリーグのシュガーランド・スキーターズと契約した。
2018年2月26日にメキシカンリーグのプエブラ・パロッツと契約。7月17日にアトランティックリーグのサザンメリーランド・ブルークラブスへ移籍。この年限りで現役を引退した。

## 投球スタイル
球種は最速96mph（平均93mph）のフォーシームと、ツーシーム、カーブ、カッター、チェンジアップ。特に決め球のカーブは最高級の評価を受けている。ツーシームとカッターも平均以上だが、チェンジアップはまだ発展途上であり、今後の成長の鍵を握るとされている。
マイナーでの通算奪三振率は7.5とさほど高くないが、ゴロ率が高く、打たせて取るピッチングを得意とする。2009年は対左打者に被OPS.942と打ち込まれたが、2010年は被打率.227、被OPS.651に抑えて苦手を克服した。
課題はコントロールで、2010年からは与四球率が上昇傾向にある。打ちこまれるとすぐにカッとなる精神面の脆さも指摘されている。そのため、2011年はベテランのホセ・モリーナが専属捕手としてドレイベック登板試合のマスクを被っていた。

## 詳細情報

### 年度別投手成績
| 年 度    | 球 団    | 登 板 | 先 発 | 完 投 | 完 封 | 無 四 球 | 勝 利 | 敗 戦 | セ 丨 ブ | ホ 丨 ル ド | 勝 率 | 打 者 | 投 球 回 | 被 安 打 | 被 本 塁 打 | 与 四 球 | 敬 遠 | 与 死 球 | 奪 三 振 | 暴 投 | ボ 丨 ク | 失 点 | 自 責 点 | 防 御 率 | W H I P |
| -------- | -------- | ----- | ----- | ----- | ----- | -------- | ----- | ----- | -------- | ----------- | ----- | ----- | -------- | -------- | ----------- | -------- | ----- | -------- | -------- | ----- | -------- | ----- | -------- | -------- | ------- |
| 2010     | TOR      | 3     | 3     | 0     | 0     | 0        | 0     | 3     | 0        | 0           | .000  | 69    | 17.0     | 18       | 2           | 5        | 0     | 0        | 12       | 2     | 0        | 9     | 9        | 4.76     | 1.35    |
| 2011     | TOR      | 18    | 14    | 0     | 0     | 0        | 4     | 5     | 0        | 0           | .444  | 365   | 78.2     | 87       | 10          | 55       | 0     | 1        | 51       | 11    | 0        | 54    | 53       | 6.06     | 1.81    |
| 2012     | TOR      | 13    | 13    | 0     | 0     | 0        | 4     | 7     | 0        | 0           | .364  | 317   | 71.1     | 67       | 10          | 47       | 0     | 1        | 47       | 7     | 0        | 41    | 37       | 4.67     | 1.60    |
| 2013     | TOR      | 3     | 0     | 0     | 0     | 0        | 0     | 0     | 0        | 0           | ----  | 14    | 2.1      | 4        | 1           | 2        | 0     | 1        | 3        | 0     | 0        | 2     | 2        | 7.71     | 2.57    |
| 2014     | TOR      | 2     | 0     | 0     | 0     | 0        | 0     | 0     | 0        | 0           | ----  | 13    | 3.0      | 2        | 0           | 2        | 0     | 0        | 5        | 0     | 0        | 0     | 0        | 0.00     | 1.33    |
| 2015     | CWS      | 3     | 0     | 0     | 0     | 0        | 0     | 0     | 0        | 0           | ----  | 26    | 5.1      | 9        | 1           | 2        | 0     | 0        | 3        | 0     | 0        | 3     | 3        | 5.06     | 2.06    |
| 2016     | ARI      | 1     | 0     | 0     | 0     | 0        | 0     | 0     | 0        | 0           | ----  | 11    | 2.0      | 1        | 0           | 4        | 0     | 0        | 2        | 0     | 0        | 1     | 1        | 4.50     | 2.50    |
| MLB：7年 | MLB：7年 | 43    | 30    | 0     | 0     | 0        | 8     | 15    | 0        | 0           | .348  | 815   | 179.2    | 188      | 24          | 117      | 0     | 3        | 123      | 20    | 0        | 110   | 105      | 5.26     | 1.70    |

### 獲得タイトル・表彰・記録
MiLB
- オールスター・フューチャーズゲーム選出：1回（2009年）

### 背番号
- 4（2010年 - 2014年）
- 51（2015年）
- 31（2016年）